# В ночь лунного затмения (пьеса)
«В ночь лунного затмения» (баш. Ай тотолған төндә) — пьеса башкирского писателя и драматурга Мустая Карима.

## История
«...Обозревая творческий путь драматурга М. Карима … нельзя не увидеть, что

вершинной точкой этого долгого пути стала трагедия «В ночь лунного затмения». 

Она сыграла совершенно исключительную роль как в судьбе самого драматурга, так 

и башкирского театра, башкирской культуры в целом ,  - став тем высшим критерием, 

на который ориентируется национальная сцена на протяжении уже более четырех десятилетий».
Трагедия Мустая Карима «Ай тотолган тондэ» — «В ночь лунного затмения» написана в 1963 году и состоит из 3 действий с эпилогом.
Пьеса впервые поставлена в 1964 году в Башкирском академическом театре драмы в Уфе (режиссёр Ш. М. Муртазинa).
Роли в пьесе исполняли З. И. Бикбулатова (Танкабика), Р. С. Янбулатова (Шафак), И. Х. Юмагулов (Акъегет), Д. З. Файзуллина (Зубаржат) и др. В 1967 году спектакль удостоен Государственной премией РСФСР им. К. С. Станиславского.
Перевод пьесы с башкирского на русский осуществил Яков Козловский.

## Сюжет
Действие пьесы происходит в Башкортостане в XVII веке. Старинным башкирским родом правит после гибели мужа богатая женщина Танкабике. В семье Танкабике живут её младший сын Ишмурза, средний — Акъегет, старший — Юлмурза. Акъегет обручен с красавицей Зубаржат, а Юлмурза женат на Шафак. Юлмурза гибнет на военной службе.
В роду соблюдали обычай — при гибели женатого старшего сына, младший женится на вдове. Акъегет должен взять в жены Шафак, а Зубаржат приходится отдать за 11-летнего Ишмурзу.
Согласно обычаю Акъегета женят на Шафак, а Зубаржат выдают замуж за Ишмурзу. Зубаржат и Акъегета не хотят следовать законам левирата и их изгоняют. И они уходят в «лунный свет», показывая то, что затмение закончилось, а вместе с ним и темные времена, и их жизненный путь продолжается.
Неприятие народных обычаев и традиций рода составляет основу драматического конфликта пьесы. Автор приводит читателя к мысли о том, что стоит понимать обычные человеческие ценности, и что слепое следование обычаям предков может создать трагедию. Образ лунного затмения (помрачения сознания от слепого следования обычаям) говорит, что о том, что, переставая видеть ситуацию целиком, опираясь лишь на традиции, мы рискуем получить ужасные последствия.

## История постановок
Пьеса прошла на сценах около 100 театров, включая Башкирский академический театр драмы имени Мажита Гафури, Сибайский башкирский драматический театр (1966), Салаватский башкирский драматический театр (1977), Туймазинский татарский государственный театр (1998), Стерлитамакский русский государственный театр (1999), Татарский государственный им. Г. Камала, Театр имени Моссовета, Московский театр им. А. С. Пушкина, Литовский государственный театр, Узбекский государственный театр драмы имени Хамзы и др.
В 1992 году в Башкирском академическом театре драмы осуществлена новая постановка спектакля. Постановки пьесы осуществлялись в театре в 2011 и 2014 году. В настоящее время эту пьесу играет уже 4 поколение артистов театра. Режиссёром данной постановки являлся Р. В. Исрафилов, сценографом — Т. Г. Еникеев, композитором — Р. М. Хасанов. А главные роли исполняли: Г. А. Мубарякова (Танкабика), Т. Д. Бабичева (Шафак), Х. Г. Утяшев (Акъегет), Ш. И. Дильмухаметова (Зубаржат), Ш. Р. Рахматуллин (Дивана), З. С. Валитов (Дервиш).
По трагедии «В ночь лунного затмения» поставлены балет, опера. В 1978 году на Свердловской киностудии снят художественный фильм «В ночь лунного затмения».